# Gare de Mortagne-sur-Sèvre
Ne doit pas être confondu avec Gare de Mortagne-au-Perche.
La gare de Mortagne-sur-Sèvre est une gare ferroviaire française de la ligne de Vouvant - Cezais à Saint-Christophe-du-Bois, située sur le territoire de la commune de Mortagne-sur-Sèvre, dans le département de Vendée, en région Pays de la Loire.
Les trains touristiques de l'association du Chemin de fer de la Vendée partent et arrivent dans cette gare.

## Situation ferroviaire
Établie à 130 mètres d'altitude, la gare de Mortagne-sur-Sèvre est située au point kilométrique (PK) 67,789 de la ligne de Vouvant - Cezais à Saint-Christophe-du-Bois, entre les gares de Saint-Christophe-du-Bois et de Saint-Laurent-sur-Sèvre.

## Histoire

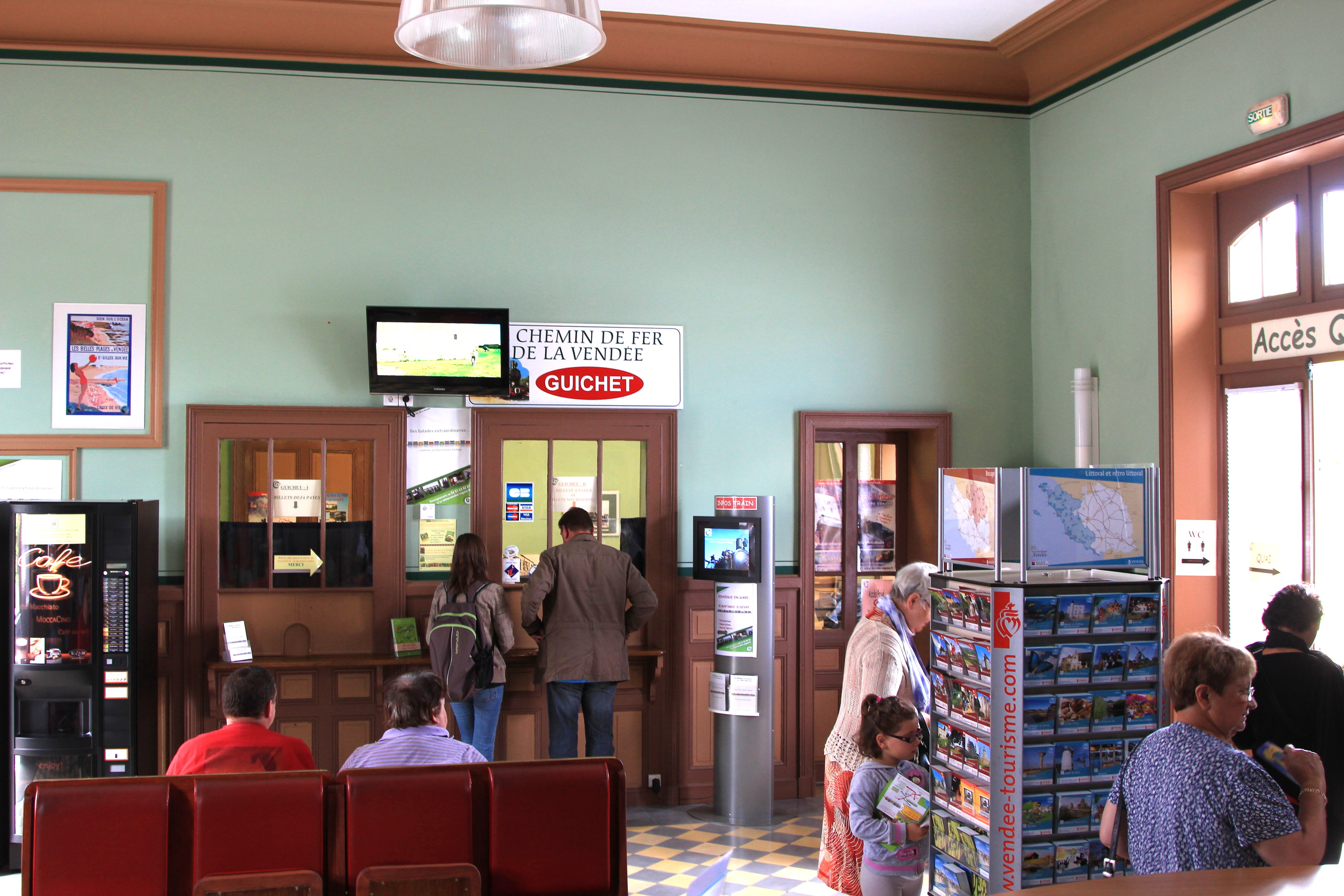
Intérieur du bâtiment voyageurs un jour de circulation du train touristique.

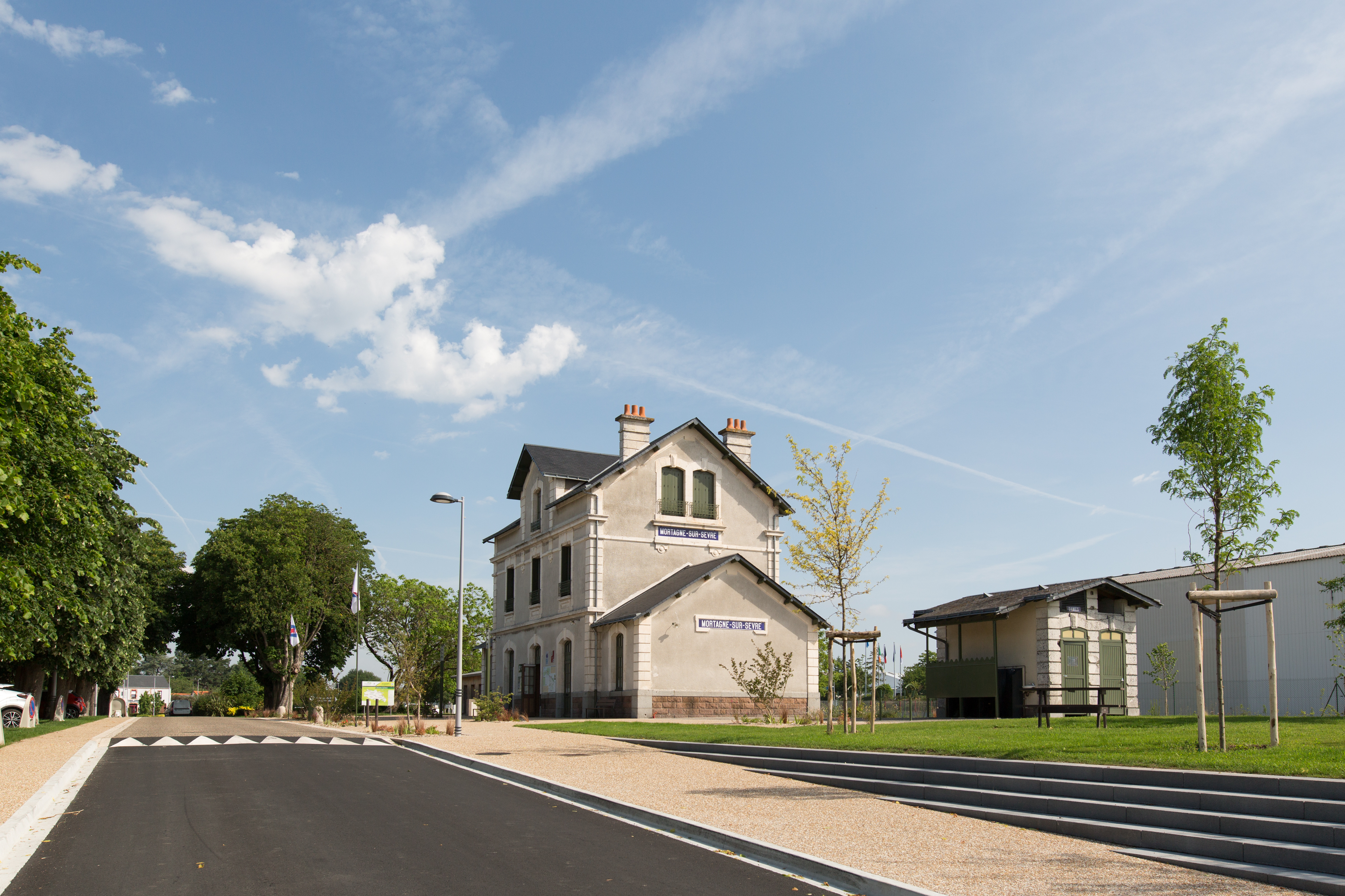
La gare et son environnement.

La gare est mise en service 27 juillet 1914 par l'Administration des chemins de fer de l'État.
La gare est fermée au cours du XXe siècle.
Depuis le 1er juin 1985 la gare est le lieu de départ et d'arrivée des trains touristiques de l'association du Chemin de fer de la Vendée.